# Abbaye de Clavas
L'abbaye de Clavas est un ancien monastère de moniales cisterciennes situé à Riotord, à l'est du département de la Haute-Loire. Fondé à la fin du XIIe siècle, il perdure jusqu'au milieu du XVIIIe.
Une partie des bâtiments a été conservée, et est inscrite à l'Inventaire supplémentaire des monuments historiques depuis le 24 novembre 2003.

## Situation
L'abbaye est localisée au fond de la vallée de la Clavarine, un petit affluent de rive gauche de la Dunières ; elle est située à proximité (environ un kilomètre) des sources de cette rivière, à 1 096 mètres d'altitude. Bien qu'assez éloignée du centre du village, elle fait partie de la commune de Riotord, à l'extrémité orientale de la Haute-Loire et à peu de distance des départements de la Loire et de l'Ardèche,.
L’édifice occupe un replat d'une cinquantaine de mètres de largeur qui fait partie du lit majeur de la Clavarine, bien qu'il n'en soit pas directement riverain. Cette absence de proximité directe est problématique pour l'approvisionnement en eau de la communauté ; de surcroît l'inondabilité du site (qui s'est vérifiée notamment en 2014, voir ci-dessous) donne des assises assez mauvaises aux bâtiments, construits sur une sorte de tourbière.

## Histoire

### Fondation et étymologie
L'abbaye est fondée à la fin du XIIe siècle par des religieuses qui s'établissent dans une vallée déserte. L'abbaye, proche spirituellement et géographiquement de celle de Mazan, ne s'affilie cependant formellement à  cette dernière qu'en 1259.
Le nom de « Clavas » pourrait venir de clara vallis (« vallée claire », ce qui en ferait un nom cistercien très commun ; voir Clairvaux et ses homonymes, notamment italiennes) ou bien de clausa vallis (« vallée close », ce qui pourrait sembler plus plausible vu l'encaissement du site) ; une dernière étymologie possible ferait provenir Clavas du latin clavis (clef), car l'abbaye commande l'accès au col de la Charousse qui ouvre sur la vallée du Rhône.
Le fondateur le plus probable de l'abbaye de Clavas est un noble de la maison des Pagan d'Argental ; les historiens modernes attestent d'une mention en 1176, mais l'incertitude demeure ; en tout cas, la fondation a lieu à la fin du XIIe ou au début du XIIIe siècle, et le fondateur est un vassal des comtes du Viennois ; le monastère, de jure sous la juridiction de l'évêque du Puy, est en réalité plus tourné vers la vallée du Rhône et vers le Forez.

### Période médiévale
Une des contraintes majeures, détaillée ci-dessus, est le nécessaire aménagement hydraulique pour approvisionner la communauté en eau et la protéger des crues. Un barrage (point haut à 1 113 mètres, point bas de la retenue à 1 110 mètres) est réalisé en amont de l'abbaye, et crée un étang. L'eau sortant de ce dernier est capté par une conduite forcée qui vient actionner un à trois moulins. Un étang situé en aval (point haut à 1 096 mètres, point bas à 1 094 mètres) complète le dispositif. Les sources coulant sur l'adret, quant à elles, sont captées et amenées dans le monastère pour servir d'approvisionnement en eau potable, puis sont rejetées avec les eaux usées dans le torrent,.
Un petit village, l'actuel hameau de Clavas, se constitue à proximité de l'abbaye. En 1377, il compte déjà douze maisons. Le développement de l'abbaye vers cette époque s'explique notamment par la protection du cardinal Pierre Bertrand, qui notamment lègue deux cents florins à la communauté dans son testament.

### Les troubles duXVIeauXVIIIesiècle
Durant les guerres de Religion, l'abbaye est pillée et incendiée, mais une restauration de l'ensemble est menée au retour de la paix. La voûte d'arêtes du chœur de l'église abbatiale est notamment refaite, et une porte ouverte dans le mur méridional de celle-ci,. En 1638, saint François-Régis visite l'abbaye ; à cette époque, les religieuses sont souvent des filles de la noblesse locale (familles Pagan d'Argental et Clermont-Chaste, qui sont suivies au siècle suivant par les Montmorin Saint Hérem), qui entrent au monastère en apportant une dot, ainsi qu'en emmenant leur domesticité qui s'établit au village proche.
Au début du XVIIIe siècle, l'abbaye compte seize religieuses. En 1764, la mauvaise gestion de l'abbaye, conjuguée à une crise de vocations — il ne reste que six moniales — amène les religieuses restantes à se replier sur l'abbaye voisine de la Sauve-Bénite. Cependant, elles s'engagent à maintenir un soutien spirituel et matériel, en laissant un prêtre en résidence et une école pour enfants pauvres. À la Révolution, la plus grande partie des bâtiments conventuels est détruite ; n'en restent que l'abbatiale (qui devient l'église paroissiale du hameau de Clavas), le presbytère et le portail,.

### Après la Révolution
En 1845, la toiture de la nef est refaite, et le voûtement originel est remplacé par un plafond en lattis. Le clocher, quant à lui, est rebâti en 1880. En 1956, la paroisse est rattachée à celle de Riotord, et l'église devient une simple chapelle,.
À l'automne 2014, les aménagements hydrauliques des moniales ayant disparu, des pluies importantes provoquent deux crues de la Clavarine, qui envahit l'église et endommage le retable récemment restauré.

## Description et architecture

### L'abbatiale
L'église abbatiale, de style gothique, est à nef unique et, comme la plupart des édifices cisterciens du Moyen Âge, à chevet plat. Lors de la restauration de l'édifice, la voûte d'arête du chœur a été refaite et la porte sud percée. En 1845, réfection de la toiture de la nef avec remplacement de son voûtement intérieur par un plafond en lattis. Reconstruction du clocher en 1880. 
Alors que des sondages ont révélé l'existence d'un décor peint plus ancien le décor représente un trompe-l'œil en grisaille de la fin du XVIIe siècle ou du début du XVIIIe siècle. L'abbatiale abrite un retable des XVIIe et XVIIIe siècles,.

### Le jardin médiéval
Jusqu'en 1956, le curé de Clavas cultivait un jardin situé au sud de l'église, à l'ancien emplacement du cloître. À partir de septembre 1998, une association se crée pour faire revivre ce jardin, mais aussi le patroine de l'abbaye et du village,.

## Filiation et dépendances
L'abbaye de Clavas qui n'a pas de descendance est fille de celle de Mazan.

## Les abbesses de Clavas
Les rares abbesses qui nous sont connues sont des abbesses commendataires, notamment lors des guerres de Religion. En 1562, l'abbesse qui reconstruit l’édifice détruit par la guerre est Agnès de Girin. Lui succède Gabrielle de Saint-Chamond ; mais, contrainte par son père, elle doit quitter son état religieux et se marier contre son gré. À la fin  du XVIIe siècle, c'est Anne de Montmorin de Saint-Hérem qui est abbesse. Six dames de la Maison de Clermont, des branches de Chaste et de Chaste-Gessan, furent abbesses de Clavas. Outre ces six abbesses, cinq autres demoiselles de Clermont furent religieuses ou prieures à Clavas.
- Isabelle de Clermont-Chaste, en 1507, 15e abbesse
- Françoise de Clermont-Chaste-Gessan, vers 1520, 16e abbesse
- Gabrielle de Saint-Chamond, retournée à la vie civile.
- Agnès de Girin vers 1562
- Madeleine de Clermont-Chaste, vers 1575, 19e abbesse
- Jeanne de Clermont-Chaste, vers 1600, 20e abbesse
- Madeleine de Clermont-Chaste, vers 1607, 21e abbesse
- Anne de Montmorin de Saint-Hérem, 22e abbesse
- Anne de Clermont-Chaste, en 1692, 23e abbesse